# Queyssac
Queyssac település Franciaországban, Dordogne megyében. Lakosainak száma 530 fő (2022. január 1.). Queyssac Eyraud-Crempse-Maurens, Campsegret, Lamonzie-Montastruc és Lembras községekkel határos.

## Népesség
A település népességének változása:
| Lakosok száma | 256  | 363  | 439  | 467  | 458  | 464  | 466  | 467  | 488  | 530  |
|               | 1968 | 1982 | 1990 | 2006 | 2013 | 2015 | 2017 | 2019 | 2020 | 2022 |